# Thomas Bormolini (Skilangläufer)
Thomas Bormolini (* 4. August 1993) ist ein ehemaliger italienischer Skilangläufer.

## Werdegang
Bormolini begann seine internationale Laufbahn mit dem Start beim Engadin Skimarathon am 11. März 2012 im Rahmen des Marathon Cup. Als 95. blieb er jedoch weit hinter Punkten oder vorderen Platzierungen zurück. In der Folge bestritt er einige FIS-Juniorenrennen im Sprint sowie über die 10-km-Distanz, fand aber zum Winter 2013/14 zurück zu den Skiclassics. Am 15. Dezember 2013 startete der Italiener beim La Sgambeda in Livigno und lief dabei als 55. ins Ziel. In der Saison 2013/14 blieb er in der Folge noch ohne eine Punkteplatzierung. Erst zur Saison 2014/15 gelang ihm der Durchbruch. So lief er beim Transjurassienne als 14. erstmals in die Punkte und unter die Top 20. Auch beim Saisonfinale, dem Ugra Skimarathon in Chanty-Mansijsk sammelte Bormolini als 24. wichtige Punkte. Am Ende belegte er Rang 82 der Marathon-Cup-Gesamtwertung. Letztmals international startete er im Dezember 2018 beim La Sgambeda, wobei er den sechsten Platz errang.
Sein Zwillingsbruder Nicolas Bormolini war ebenfalls als Skilangläufer aktiv und startete ebenfalls im Marathon bzw. Worldlopped Cup.